# Allan Holdsworth
Allan Holdsworth (Bradford, 6 agosto 1946 – Vista, 15 aprile 2017) è stato un chitarrista britannico considerato tra i più influenti e importanti nel jazz rock e nella fusion.

## Biografia
Dopo aver studiato il violino negli anni dell'infanzia, intorno ai diciott'anni Holdsworth passò alla chitarra e come professionista esordì nel gruppo di progressive dei Tempest per poi frequentare varie formazioni della scena britannica come Soft Machine, UK e Bruford, alternando rock progressivo e fusion, genere di cui è considerato fra i pionieri e sul quale si concentrò esclusivamente nella sua carriera da solista, intrapresa a partire dagli anni ‘80.
Morì improvvisamente il 15 aprile 2017, all'età di 70 anni, per disturbi cardiaci.

## Stile musicale
Holdsworth si formò prediligendo modelli come Django Reinhardt, Jimmy Raney, Charlie Christian e Joe Pass, ma cercando anche di emulare lo stile di John Coltrane al sassofono. Su quest'ultimo aspetto ebbe più tardi a sottolineare come non si considerasse un grande appassionato di chitarra quanto piuttosto dell'improvvisazione jazz in generale.
Nel suo stile, egli analizza la tastiera della chitarra in un modo del tutto originale visualizzando le note "dalla più bassa alla più alta riproducibile dallo strumento".
Caratteristico anche il suo utilizzo del legato per ottenere un suono fluido, quasi "liquido", in cui i pull-off non sono eseguiti classicamente, cioè appoggiando il dito sulla corda sottostante a quella "strappata", ma percuotendola in modo più leggero quasi come una sorta di hammer-on al contrario.
Negli anni ottanta divenne pioniere di un nuovo strumento chiamato Synthaxe, uno dei primi MIDI controller, col quale poteva suonare fino a sei sintetizzatori contemporaneamente: lo impiegò in buona parte di album come Atavachron e Wardenclyffe Tower e nell'intero Flat Tire.

## Discografia

### Solista
- 1976 – Velvet Darkness
- 1979 – Sunbird (con Gordon Beck)
- 1980 – The Things You See (con Gordon Beck)
- 1982 – I.O.U.
- 1983 – Road Games (EP)
- 1985 – Metal Fatigue
- 1986 – Atavachron
- 1987 – Sand
- 1989 – Secrets
- 1992 – Wardenclyffe Tower
- 1993 – Hard Hat Area
- 1996 -–None Too Soon
- 1996 – Heavy Machinery (con Jens Johansson e Anders Johansson)
- 1999 – The Sixteen Men of Tain
- 2001 – Flat Tire: Music for a Non-Existent Movie
- 2003 – All Night Wrong (dal vivo)
- 2004 – Then! (dal vivo)
- 2005 – The Best of Allan Holdsworth: Against the Clock (Raccolta)
- 2009 – Blues for Tony

### Con Soft Machine
- 1975 – Bundles

### Con Gong
- 1976 – Gazeuse!

### Con U.K.
- 1978 – U.K.
- 1999 – Concert Classics, Vol. 4 (live)

### Con Bruford
- 1978 – Feels Good to Me
- 1979 – One of a Kind